# Maria Benedita Bormann

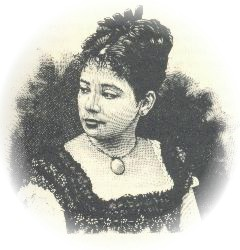
Maria Benedita Bormann

Maria Benedita Câmara de Bormann (* 25. November 1853 in Porto Alegre; † 23. Juli 1895 in Rio de Janeiro; Pseudonym: Délia) war eine brasilianische Schriftstellerin und Journalistin.

## Leben
Bormann wuchs in wohlhabenden Verhältnissen auf; mit zehn Jahren zog sie mit ihrer Familie nach Rio de Janeiro. Sie lernte Französisch und Englisch und beschäftigte sich mit der Literatur ihrer Zeit. Sie malte, spielte Klavier und sang Mezzosopran. 1872 heiratete sie José Bernardino Bormann, einen Onkel mütterlicherseits, der, Veteran des Paraguay-Krieges, 1909 Kriegsminister wurde und schriftstellerisch tätig war.
Für Zeitschriften Rio de Janeiros wie O Sorriso und O Cruzeiro schrieb sie Chroniken, Feuilletonberichte und kurze Erzählungen. Auch wirkte sie bei der Gazeta da Tarde von José do Patrocínio, bei der Gazeta de Notícias von Ferreira Araújo und bei O País mit. Sie war bekannt für ihren ironischen Schreibstil.
Im Juli 1895 starb Maria Benedita Bormann an einem Magengeschwür.

## Schriften
- Aurélia. Novelle, 1883.
- Uma Vítima. Erzählungen, 1884.
- Lésbia. Novelle, 1890. ISBN 85-86501-06-9
- Celeste. Novelle, 1893. ISBN 85-252-0034-4
- Angelina. Novelle, 1894.